# Philippe Édouard Léon Van Tieghem
Philippe Édouard Léon Van Tieghem (Bailleul, 19 de abril de 1839 – Paris, 28 de abril de 1914) foi um botânico e biólogo francês.
Órfão, foi criado pelos membros de sua família. Obteve seu bacharelato em 1856, e estudou na Escola Normal Superior (França) seguindo os cursos de Joseph Bertrand (1822-1900), de Charles Joseph Sainte-Claire Deville (1814-1876) e de Louis Pasteur (1822-1895). Este último lhe permitiu trabalhar em seu laboratório. Assim começou a trabalhar sobre o cultivos de cogumelos, observando no microscópio o desenvolvimento dos micélios. 
Obteve seu doutorado de física em 1864 e começou a ensinar Botânica na Escola Normal Superior. Em 1866, obteve um segundo título de doutor em História natural. 
De 1873 a 1886, ensinou na Escuela Central de Artes y Oficios. 
Traduziu, em 1873, o Traité de botanique de Julius von Sachs (1832-1897). 
Em 1871 foi nomeado membro de la Sociedad Filomática de París e em 1876 de la Academia das Ciências Francesa, instituição que dirige em 1899.
Van Tieghem entra no Museu Nacional de História Natural da França em 1878. Também lecionou no "Instituto Agronômico de Paris.

## Publicações
- Recherches comparatives sur l'origine des membres endogènes dans les plantes vasculaires, 1889
- Eléments de botanique, 1898
- L'Oeuf des Plantes considéré comme base de leur Classification, 1901
- Nouvelles observations sur les Ochnacées, 1903
- Sur les Luxembourgiacées, 1904
- Travaux divers: Pistil et fruit des Labiées, Boragacées...: Divers modes de Placentation: Anthères hétérogènes. : Une graminée à rhizome schizostélique: A propos de la Strasburgérie, 1907